# Ruy Gonçalo do Valle Peixoto de Villas Boas
Ruy Gonçalo [José Eduardo de Sousa] do Valle Peixoto de Villas Boas (Porto, Ramalde, 27 de novembro de 1939) é um religioso português, foi tenente ad interim da Ordem Soberana e Militar Hospitalária de São João de Jerusalém, de Rodes e de Malta até a eleição do Frei Marco Luzzago como tenente do Grão Mestre e ainda foi o seu Grão-comandante.
Tornou-se o chefe da Ordem de Malta após a morte do Grão-Mestre Giacomo dalla Torre del Tempio di Sanguinetto, onde aguardava até a eleição do próximo Grão-Mestre, ocorrida em 8 de novembro de 2020.

## Biografia
Villas Boas nasceu no Porto, em Portugal, filho de Gonçalo Manuel Coelho Vieira Pinto do Vale Peixoto de Sousa de Vilas Boas, filho segundo do 1.º Visconde de Guilhomil, sobrinho paterno do 2.º Barão de Paçô Vieira e 1.º Conde de Paçô Vieira e neto paterno do 1.º Barão de Paçô Vieira, e de sua mulher Margaret Neville Kendall. É tio paterno de João Villas-Boas e de André Villas-Boas.
Ele se formou em engenharia química industrial. Depois de cumprir seu requisito de serviço militar, ele trabalhou como engenheiro na Companhia Portuguesa de Tabaco, onde se tornou Diretor de Pesquisa e Desenvolvimento. Ele foi membro de pleno direito do Centro de Cooperação para Estudos Científicos em Tabaco (CORESTA) e da Organização Internacional de Normalização (ISO). Em 1986, ele foi vice-presidente da Comissão Científica da CORESTA.
Em 1984, Villas Boas tornou-se membro da Associação Portuguesa da Ordem de Malta. Em 1996, ele se tornou um cavaleiro em obediência. Em 2008, após a morte de sua esposa, ele se tornou um Cavaleiro da Justiça, fazendo seus votos solenes em 2015. Ele ocupou muitos cargos na Ordem, incluindo o de Delegado do Grão-Mestre no Brasil, Conselheiro, Chanceler, Vice-Presidente da Associação Portuguesa e Vice-Delegado das Associações Nacionais. Durante muitos anos, ele fez do bem-estar material e espiritual dos presos de uma prisão portuguesa sua missão pessoal. Ele participa das peregrinações da Ordem a Fátima e Lourdes.
Villas Boas serviu no Conselho do Governo de maio de 2014 a abril de 2019. Ele foi eleito Grande Comandante pelo Capítulo Geral em 1 de maio de 2019.
Após a eleição ocorrida no Conselho Completo de Estado da Ordem, restou eleito o Frei Marco Luzzago, que assume como tenente do Grão-mestre.

## Publicações
- Asociación de los Caballeros de la Soberana Orden Militar de Malta de Paraguay. Fonteireira, 2006.
- Associação Brasileira do Rio de Janeiro da Ordem Soberana Militar e Hospitalária de S. João de Jerusalém, de Rodes e de Malta. Fonteireira, 2006.
- Rol dos cavaleiros de Língua portuguesa dos sécs. XII a XIX e registo das comendas, governadores do hospital e das Maltesas. Fonteireira, 2002.
- "Igreja de São Brás e Santa Luzia". Filermo 7-8 (1998): 163-183.
- "Os Grão-Mestres portugueses da Ordem de Malta". Filermo 5-6 (1996/97): 93-107.
- Rol dos cavaleiros de Língua portuguesa nos sécs. XVIII e XIX e registo de alguns Cavaleiros anteriores a esse período. Fonteireira, 1995.